# Mysen
Mysen är en tätort (norska: tettsted) och stad i Indre Østfolds kommun i Østfold fylke i sydöstra Norge. Mysen erhöll stadsstatus (norska: bystatus) av dåvarande Eidsbergs kommun år 1997.
Befolkningen uppgick 2011 till 6084 personer.
Mysens näringsliv omfattar handel och livsmedels-, verkstads- och grafisk industri. Mässområde och travbana finns på Momarken i norr. Kommunikationerna är goda. E18 och riksväg 22 passerar Mysen. Staden har också en järnvägsstation på Østfoldbanan.
Mysen var tidigare en egen kommun. Den upprättades 1920 genom att frånskiljas från Eidsbergs kommun och slogs samman med Eidsberg igen 1961. Arean vid sammanslagningen var 1,6 km². Mysens socken (sogn) motsvarar den tidigare kommunen och omfattar bara de centrala delarna av tätorten Mysen.
Namnet kommer från ett gårdsnamn, norrönt Mysin, av mosi, 'myr', och vin, 'naturlig äng'.
Orten utgjorde tidigare centralort i dåvarande Eidsbergs kommun respektive Mysens kommun. 

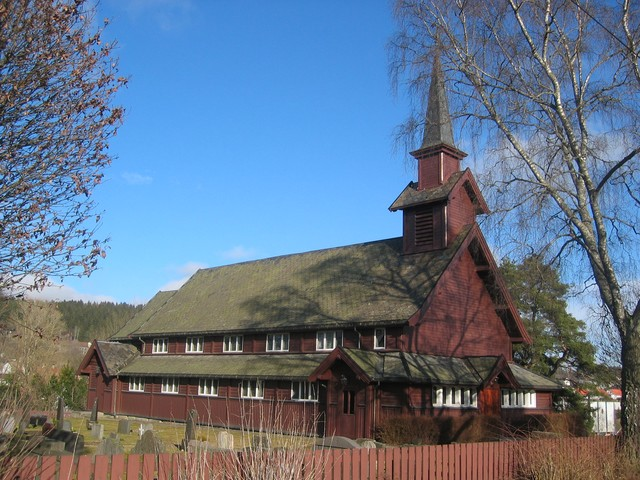
Mysens kyrka.